# Cervecería Regional
Cervecería Regional is een brouwerij in Maracaibo (Venezuela). Ze werd opgericht in 1929. In 1992 is ze overgenomen door Grupo Cisneros, een internationaal conglomeraat met hoofdkwartier in Florida. Dit liet toe dat het bedrijf zijn afzetgebied kon uitbreiden en in 1997 een tweede brouwerij in gebruik nemen in Cagua in de staat Aragua. Het gamma werd uitgebreid met het light bier Regional Light in 2002, dat verkocht wordt in een transparante fles, Zulia (2012) en Regional Ice.

## Merknamen
Regional produceert de bieren:
- Regional Pilsen (Pils, 5 procent alcohol)
- Cerveza Zulia (4,5%)
- Regional Ice (4,5%)
- Regional Light (4%)

Daarnaast brengt het Malta Regional, een malt-frisdrank op de markt.